# Frederic John Goldsmid
Frederic John Goldsmid (Milano, 19 maggio 1818 – Brook Green, 12 gennaio 1908) è stato un esploratore britannico.
Combattente nella guerra di Crimea, fu successivamente inviato in India. Capo della commissione dei confini in Persia, esplorò dal 1870 al 1872 il Sistan.
Fu spedito anche in Egitto nel 1881 e in Congo nel 1883.